# Lumbrineris pallasii
Lumbrineris pallasii är en ringmaskart som beskrevs av Henri Marie Ducrotay de Blainville 1828. Lumbrineris pallasii ingår i släktet Lumbrineris och familjen Lumbrineridae. Inga underarter finns listade i Catalogue of Life.